# برنارد آرچارد
برنارد آرچارد (به انگلیسی: Bernard Archard) (زادهٔ ۲۰ اوت ۱۹۱۶-درگذشته ۱ مهٔ ۲۰۰۸) بازیگر انگلیسی است.
از فیلم‌های معروف او می‌توان به بازی در فیلم کرول، داستان دو شهر و مرز سایه اشاره کرد.